# Apache Groovy
Apache Groovy, fino al 2015 solo Groovy, è un linguaggio di programmazione a oggetti per la Piattaforma Java alternativo al linguaggio Java. È un linguaggio sia statico che dinamico, può quindi essere utilizzato sia come linguaggio di programmazione che come linguaggio di scripting. Presenta caratteristiche simili a quelle di Python, Ruby e Smalltalk. A volte ci si riferisce a Groovy con il nome alternativo di JSR 241.

## Caratteristiche
Groovy usa una sintassi simile a quella di Java, basata su parentesi graffe, viene compilato in bytecode per la Java Virtual Machine, ed interagisce in modo trasparente con altro codice Java e con le librerie esistenti. Il compilatore di Groovy può essere usato per generare bytecode Java standard che può quindi essere usato da qualsiasi progetto Java. Groovy può anche venire usato come linguaggio di scripting dinamico.
Altre caratteristiche:
- Tipizzazione dinamica e Tipizzazione statica
- Sintassi nativa per liste, mappe ed espressioni regolari
- Chiusure
- Overloading degli operatori

## Confronto della sintassi
Standard Java (Java 5+)
```
for
 
(
String
 
item
 
:
 
new
 
String
 
[]
 
{
"Rod"
,
 
"Carlos"
,
 
"Chris"
})
 
{

    
if
 
(
item
.
length
()
 
<=
 
4
)
 
System
.
out
.
println
(
item
);

}

```

Groovy
```
[
"Rod"
,
 
"Carlos"
,
 
"Chris"
].
findAll
 
{
 
it
.
size
()
 
<=
 
4
 
}.
each
 
{
 
println
 
it
 
}

```

## Getter, setter e visibilità
Rispetto a Java, Groovy consente di ridurre la dimensione del codice scritto generando automaticamente i metodi getter e setter per ogni classe e impostando  la visibilità "public" di default, senza richiedere che venga specificata ogni volta.
Per creare una proprietà in sola lettura sarà sufficiente implementare il metodo getter omettendo il setter.
Un altro vantaggio è l'assenza del punto e virgola (;) come terminatore di linea.
Standard Java (Java 5+)
```
public
 
class
 
Libro
 
{

    
private
 
String
 
titolo
;

    
private
 
String
 
autore
;

    
public
 
void
 
setTitolo
(
String
 
valore
)
 
{

        
this
.
titolo
 
=
 
valore
;

    
}

    
public
 
String
 
getTitolo
()
 
{

        
return
 
this
.
titolo
;

    
}

    
// La proprietà 'author' non ha un metodo setter

    
// ed è quindi in sola lettura

    
public
 
String
 
getAutore
()
 
{

        
return
 
this
.
autore
;

    
}

}

```

Groovy
```
class
 
Libro
 
{

    
String
 
titolo

    
String
 
autore

    
// La proprietà 'autore' definisce un metodo getter esplicito

    
// che la rende in sola lettura

    
String
 
getAutore
()
 
{

        
return
 
autore

    
}

}

```

## Null Safe
Groovy definise degli operatori di confronto che riescono a gestire valori Null senza generare una eccezione. Ad esempio:
```
if
 
(
100
 
>
 
null
)
 
{

    
// Ritorna 'true' ed eseguirà il codice nel blocco

}

if
 
(
null
 
>
 
100
)
 
{

    
// Ritorna 'false' e NON eseguirà il codice nel blocco

}

```

Inoltre con la "Groovy Truth" è possibile semplificare le espressioni che ritornano un valore booleano. Ad esempio le seguenti espressioni daranno come risultato sempre 'false':
```
if
 
(
null
)
 
{
 
...
    
// null -> false

if
 
(
0
)
 
{
 
...
       
// 0 -> false

if
 
(
''
)
 
{
 
...
      
// Blank String -> false

if
 
([])
 
{
 
...
      
// Empty List -> false

if
 
([:])
 
{
 
...
     
// Empty Map -> false

```

## Traits
Groovy rende possibile l'ereditarietà multipla attraverso i 'traits'
```
trait
 
Volatile
 
{

    
void
 
vola
()
 
{

        
println
 
'Sto volando!'

    
}

}

trait
 
Quadrupede
 
{

    
void
 
trotta
()
 
{

        
println
 
'Sto trottando!'

    
}

}

class
 
AnimaleFantastico
 
implements
 
Quadrupede
,
 
Volatile
 
{

    
void
 
parla
()
 
{

        
println
 
'Sto parlando :)'

    
}

}

def
 
miniPony
 
=
 
new
 
AnimaleFantastico
()

miniPony
.
trotta
()

miniPony
.
vola
()

miniPony
.
parla
()

Esecuzione:

Sto
 
volando
!

Sto
 
trottando
!

Sto
 
parlando
 
:)

```

## Supporto per linguaggi markup
Una caratteristica di Groovy che vale la pena sottolineare è il suo supporto nativo per vari linguaggi di markup come XML ed HTML. Questa caratteristica permette di definire e manipolare molti tipi di dati eterogenei con una sintassi ed una metodologia di programmazione uniformi.
Per esempio il seguente codice Groovy:
```
    
import
 
groovy.xml.MarkupBuilder

    
def
 
myXMLDoc
 
=
 
new
 
MarkupBuilder
()

    
myXMLDoc
.
workbook
 
{

       
worksheet
(
caption:
"Employees"
)
 
{

          
row
(
fname:
"John"
,
 
lname:
"McDoe"
)

          
row
(
fname:
"Nancy"
,
 
lname:
"Davolio"
)

       
}

       
worksheet
(
caption:
"Products"
)
 
{

          
row
(
name:
"Veeblefeetzer"
,
 
id:
"sku34510"
)

          
row
(
name:
"Prune Unit Zappa"
,
 
id:
"sku3a550"
)

       
}

    
}

    
println
 
myXMLDoc

```

Produce questo XML:
```
    
<workbook>

       
<worksheet
 
caption=
'Employees'
>

          
<row
 
fname=
"John"
 
lname=
"McDoe"
 
/>

          
<row
 
fname=
"Nancy"
 
lname=
"Davolio"
 
/>

       
</worksheet>

       
<worksheet
 
caption=
'Products'
>

          
<row
 
name=
"Veeblefeetzer"
 
id=
"sku34510"
 
/>

          
<row
 
name=
"Prune Unit Zappa"
 
id=
"sku3a550"
 
/>

       
</worksheet>

    
</workbook>

```

## Storia
James Strachan parlò per la prima volta dello sviluppo di Groovy sul suo blog nell'agosto 2003. Diverse versioni furono pubblicate tra il 2004 ed il 2006. Dopo l'inizio del processo di standardizzazione JCP, la numerazione delle versioni fu cambiata e la versione chiamata "1.0" fu pubblicata martedì 2 gennaio 2007.
Dopo varie versioni beta e release candidate numerate come 1.1, il 7 dicembre 2007 Groovy 1.1 Final è stato pubblicato e rinumerato come Groovy 1.5, per evidenziare i grandi miglioramenti fatti rispetto alla precedente versione.

## Versioni[5][6]
- 1.0 uscita a gennaio 2007, richiede JDK 1.4
- 2.0 uscita a giugno 2012, richiede almeno JDK 1.5 e introduce la compilazione statica e il type checking statico.
- 2.4 uscita a gennaio 2015, richiede almeno JDK 1.6, dalla versione 2.4.4 il linguaggio Groovy viene pubblicato dalla Apache Software Foundation e diventa Apache Groovy[7]
- Groovy 2.5 è uscito a maggio 2018, richiede almeno JDK 1.7
- Groovy 3.0 è uscito a febbraio 2020, richiede almeno JDK 1.8 e introduce un nuovo parser più flessibile (chiamato "Parrot")[8]
- Groovy 4.0 è uscito a gennaio 2022, richiede almeno JDK 1.8, implementa un supporto migliorato per JPMS ed è la prima versione a utilizzare "org.apache.groovy" come coordinata Maven[9]
- Dalla versione 5.0 il requisito minimo è JDK 11 [10]